# Данська кухня

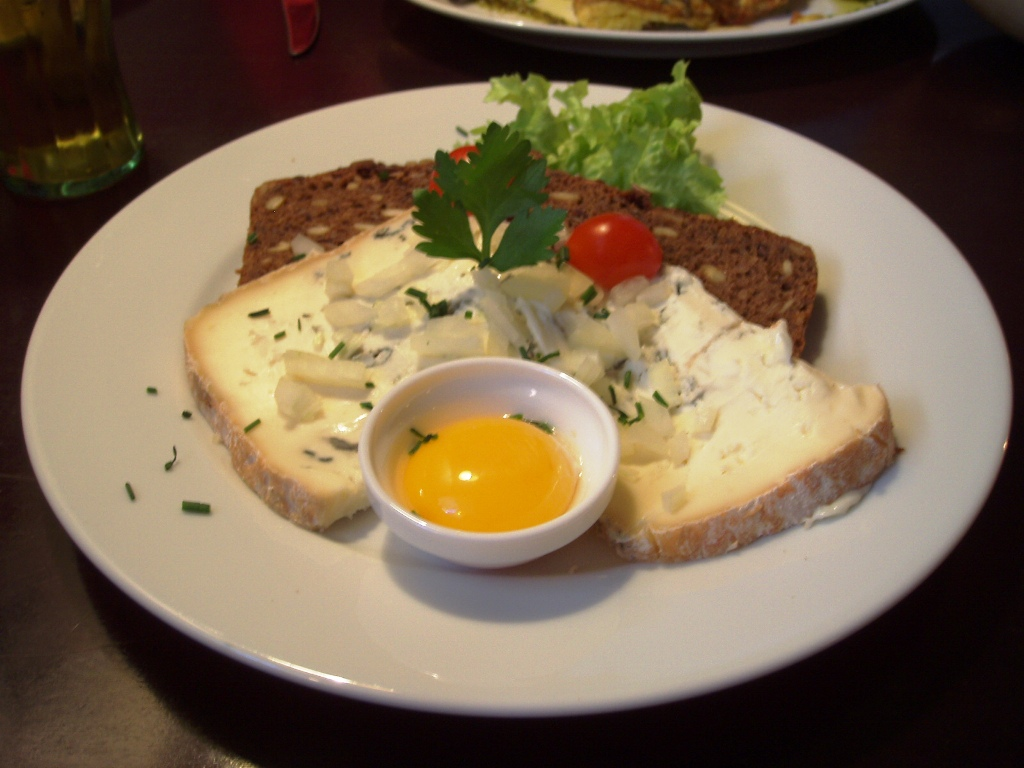

Данська кухня (дан. Det danske køkken) — національна кухня північноєвропейського держави Королівство Данія.

## Основні характеристики
Данська кухня близька до кухонь інших країн Скандинавії та Північної Німеччини і традиційно є важкою, багатою на калорійні продукти, як-от м'ясо та риба. Це зумовлюється як сільськогосподарським минулим країни, так і її географією з довгими холодними зимами. Данці не тільки люблять смачно й багато поїсти, але при цьому й випити. Якість їжі забезпечується насамперед якістю приправ. Усе, що виросло в морі або на полі готується, у міру можливості, способом, близьким до натурального.

## Закуски

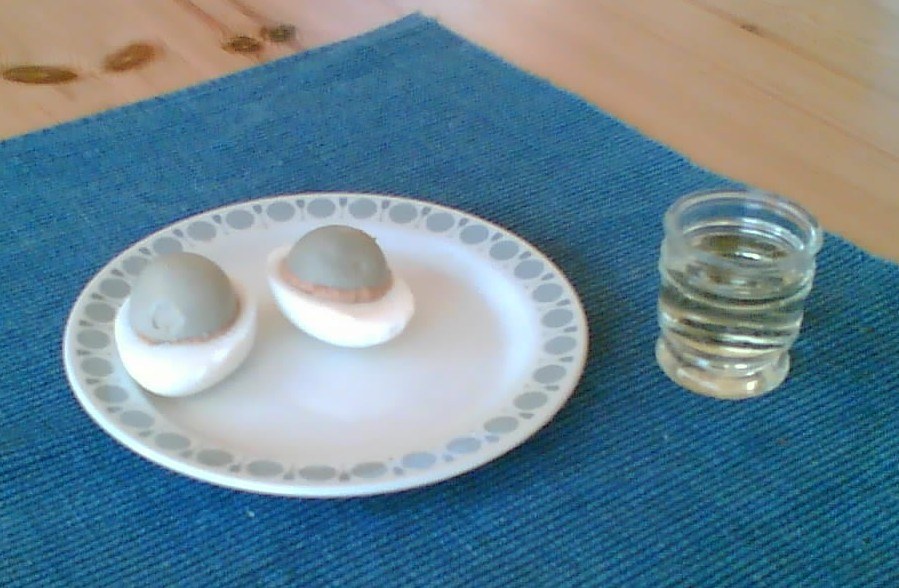
Solæg — «сонячні яйця»

У Данії теж відомий так званий «шведський стіл» з холодними закусками, тільки тут він називається кольд-марення. Поширені бутерброди, данською смєррєбрєд, які є свого роду національною стравою данців. Кожна господарка з любов'ю займається прямо-таки художнім оформленням скибочок білого хліба з викладеними на них різноманітними закусками, майонезом і салатами. Інгредієнтами смєррєбрєда бувають риба, смажене м'ясо, а також печінка з цибулею, яйця або сир. Більшості[джерело?] працюючих данців один або два смєррєбрєди заміняють обід. За класичним обідом смєррєбрєд подається до охолодженої кминної горілки у вигляді закуски.

## Основні страви
На перше в Данії подають суп, найчастіше міцний м'ясний бульйон з м'ясними фрикадельками або манними галушками. Ще суп заправляють рибними фрикадельками фіскєболлєр, які подаються з картоплею під соусом бешамель. Фрикадельки й інші вироби з фаршу — найулюбленіша їжа данців. З інших страв найпопулярніша смажена свинина із брюссельською капустою або з яблуками й чорносливом. Не менш популярна й свиняча печінка із хрусткою смаженою цибулею. Данські господарки пишаються своїми паштетами, які готують теж переважно зі свинячої печінки. В данській кухні є багато страв з домашньої птиці. Як гарнір до смаженого м'яса подають печені фрукти, однак найчастіше гарніром служить капуста. Гарнір з капусти дуже жирний і солодкуватий. У данських гарячих стравах цукор уживається дуже часто, популярна також і злегка карамелізована картопля.

## Десерти

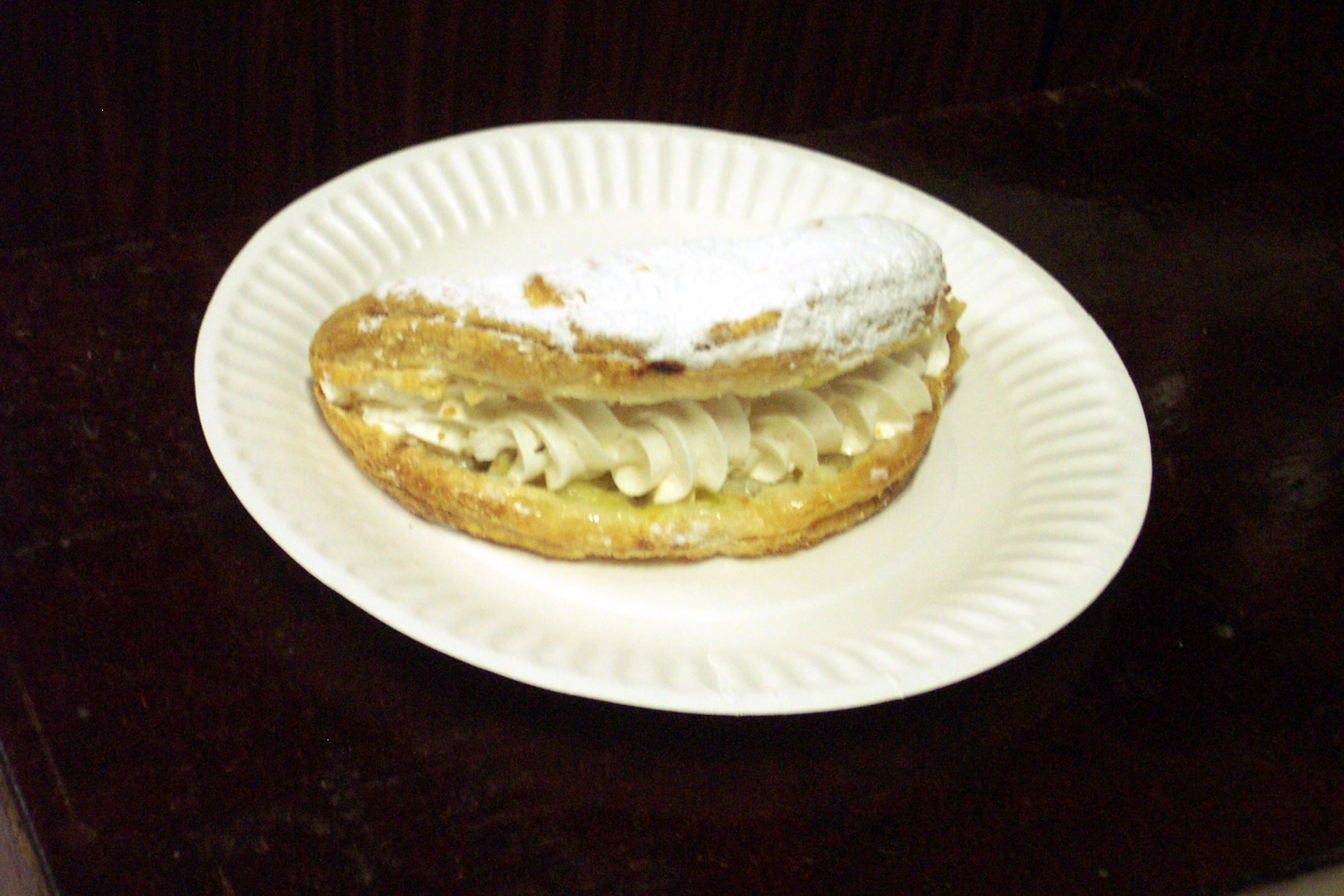
Данський яблучний пиріг з кремом

На десерт у більшості випадків подають кисіль або желе з вершками — рєдгрєд мед флєде, що є особливо смачним зі свіжими сезонними фруктами, насамперед з смородиною, полуницею й черешнею. Але тепер, завдяки новітнім методам консервування, цей десерт із тією ж якістю можна готувати цілий рік.
Данці люблять поласувати своєрідним червоним пудингом бондепігє мед слєр (перекладається як «панянка-селянка під вуаллю») і різного роду випічкою. Світову популярність одержало копенгагенске дріжджове листкове тісто. З нього печуть вінер марення, що подається у вигляді тістечка не тільки до кави пополудні, але й пізно ввечері, коли данці перед сном ще дозволяють собі чашечку гарячої міцної кави.

## Напої
Споживання кави у всіх скандинавських країнах значно вище, ніж у інших країнах Європи. Але в данців, норвежців і шведів є ще два надзвичайно улюблених напої — горілка й пиво. Горілка має в Данії довгу історію. Перші згадки про цей напій з назвою «аква віта», «вода життя», зустрічаються вже в XVI столітті. Правда, тоді мова йшла про ароматизований алкоголь, що застосовувався як універсальний засіб майже від всіх хвороб. І тільки в середині минулого століття Ісідор Хєніус почав робити в Ольборзі якісну горілку з легким кминним ароматом. У Данії алкоголь дорогий, але від цієї оксамитової горілки данці не збираються відмовлятися. Нині в Данії виробляється близько 75 % всієї скандинавської горілочної продукції.
Любов до пива в Скандинавії бере початок нібито від хмільної німецької медяної браги. У цих широтах виноград ніколи не родився, тому у всіх північних країнах п'ють головним чином пиво. Копенгагенські броварі постійно вдосконалюють виробничий процес. У минулому столітті деякі сорти данського пива вийшли на світовий рівень («Tuborg»).